# Dème d'Ellíspondos
Le dème d'Ellíspondos, en grec moderne : Δήμος Ελλησπόντου / Dímos Ellispóndou,  est un ancien dème du district régional de Kozáni, en Macédoine-Occidentale, Grèce. Depuis 2010, il est fusionné au sein du dème de Kozáni.
Selon le recensement de 2011, la population du dème s'élève à 5 834 habitants.